# Чемпіонат Європи з хокею із шайбою 1926
Чемпіонат Європи з хокею із шайбою 1926 — 11-й чемпіонат Європи з хокею із шайбою, який проходив у Швейцарії з 11 січня по 19 січня 1926 року. Матчі відбувались у Давосі.

## Попередній раунд

### Група А
| Команда #1     | Результат      | Команда #2 |
| -------------- | -------------- | ---------- |
| Бельгія        | 5:0 (4:0, 1:0) | Іспанія    |
| Чехословаччина | 2:0 (1:0, 1:0) | Бельгія    |
| Чехословаччина | 9:2 (3:0, 6:2) | Іспанія    |

|                | М | В | Н | П | Ш    | Очк |
| -------------- | - | - | - | - | ---- | --- |
| Чехословаччина | 2 | 2 | 0 | 0 | 11:2 | 4   |
| Бельгія        | 2 | 1 | 0 | 1 | 5:2  | 2   |
| Іспанія        | 2 | 0 | 0 | 2 | 2:14 | 0   |

### Група В
| Команда #1 | Результат      | Команда #2 |
| ---------- | -------------- | ---------- |
| Австрія    | 2:1 (0:1, 2:0) | Франція    |
| Франція    | 2:1 (1:1, 1:0) | Польща     |
| Австрія    | 2:1 (0:1, 2:0) | Польща     |

|         | М | В | Н | П | Ш   | Очк |
| ------- | - | - | - | - | --- | --- |
| Австрія | 2 | 2 | 0 | 0 | 4:2 | 4   |
| Франція | 2 | 1 | 0 | 1 | 3:3 | 2   |
| Польща  | 2 | 0 | 0 | 2 | 2:4 | 0   |

### Група С
| Команда #1      | Результат                     | Команда #2      |
| --------------- | ----------------------------- | --------------- |
| Велика Британія | 8:1 (4:0, 4:1)                | Італія          |
| Швейцарія       | 13:0 (7:0, 6:0)               | Італія          |
| Швейцарія       | 5:4 (ОТ) (1:3, 2:0, 1:1, 1:0) | Велика Британія |

|                 | М | В | Н | П | Ш    | Очк |
| --------------- | - | - | - | - | ---- | --- |
| Швейцарія       | 2 | 2 | 0 | 0 | 18:4 | 4   |
| Велика Британія | 2 | 1 | 0 | 1 | 12:6 | 2   |
| Італія          | 2 | 0 | 0 | 2 | 1:21 | 0   |

## Втішний раунд

### Матчі за 4-6 місця
| Команда #1      | Результат      | Команда #2      |
| --------------- | -------------- | --------------- |
| Франція         | 1:0 (0:0, 1:0) | Бельгія         |
| Бельгія         | 0:5 (0:3, 0:2) | Велика Британія |
| Велика Британія | 5:1 (2:1, 1:0) | Франція         |

|                 | М | В | Н | П | Ш   | Очк |
| --------------- | - | - | - | - | --- | --- |
| Велика Британія | 2 | 2 | 0 | 0 | 8:1 | 4   |
| Франція         | 2 | 1 | 0 | 1 | 2:3 | 2   |
| Бельгія         | 2 | 0 | 0 | 2 | 0:6 | 0   |

### Матчі за 7-9 місця
| Команда #1 | Результат      | Команда #2 |
| ---------- | -------------- | ---------- |
| Польща     | 3:1 (0:0, 3:1) | Італія     |
| Італія     | 2:2 (1:2, 1:0) | Іспанія    |
| Польща     | 4:1 (2:1, 2:0) | Іспанія    |

|         | М | В | Н | П | Ш   | Очк |
| ------- | - | - | - | - | --- | --- |
| Польща  | 2 | 2 | 0 | 0 | 7:2 | 4   |
| Італія  | 2 | 0 | 1 | 1 | 3:5 | 1   |
| Іспанія | 2 | 0 | 1 | 1 | 3:6 | 1   |

### Матч за 6 місце
| Команда #1 | Результат      | Команда #2 |
| ---------- | -------------- | ---------- |
| Польща     | 3:1 (2:1, 1:0) | Бельгія    |

## Фінальний раунд

### Перший турнір
| Команда #1     | Результат      | Команда #2      |
| -------------- | -------------- | --------------- |
| Швейцарія      | 5:3 (3:0, 2:3) | Австрія         |
| Чехословаччина | 2:1 (1:0, 1:1) | Велика Британія |
| Австрія        | 3:1 (1:1, 2:0) | Велика Британія |
| Чехословаччина | 1:0 (1:0, 0:0) | Швейцарія       |
| Чехословаччина | 0:1 (0:0, 0:1) | Австрія         |
| Швейцарія      | 7:4 (3:2, 4:2) | Велика Британія |

|                 | М | В | Н | П | Ш    | Очк |
| --------------- | - | - | - | - | ---- | --- |
| Швейцарія       | 3 | 2 | 0 | 1 | 12:8 | 4   |
| Австрія         | 3 | 2 | 0 | 1 | 7:6  | 4   |
| Чехословаччина  | 3 | 2 | 0 | 1 | 3:2  | 4   |
| Велика Британія | 3 | 0 | 0 | 3 | 6:12 | 0   |

### Другий турнір
| Команда #1     | Результат      | Команда #2 |
| -------------- | -------------- | ---------- |
| Чехословаччина | 1:3 (0:0, 1:3) | Швейцарія  |
| Чехословаччина | 3:1 (0:0, 3:1) | Австрія    |
| Швейцарія      | 2:2 (1:1, 1:1) | Австрія    |

|                | М | В | Н | П | Ш   | Очк |
| -------------- | - | - | - | - | --- | --- |
| Швейцарія      | 2 | 1 | 1 | 0 | 5:3 | 3   |
| Чехословаччина | 2 | 1 | 0 | 1 | 4:4 | 2   |
| Австрія        | 2 | 0 | 1 | 1 | 3:5 | 1   |

| Чемпіон Європи 1926 Швейцарія Перший титул |